# Pedro León Aquino
Pedro León Aquino y Gainza (San Luis del Palmar, provincia de Corrientes, Argentina, 1812 - Pergamino, enero de 1852) fue un militar argentino, destacado miembro del Partido Unitario, que fue asesinado por sus propios soldados poco antes de la batalla de Caseros. En venganza por su muerte, el general Urquiza ordenó ejecutar a todos los soldados de su división después de esa batalla.

## Carrera militar
Obtuvo una muy buena educación y se enroló en 1825 en el ejército argentino que participó en la guerra del Brasil. Combatió en las batallas de Ituzaingó y Camacuá.
De regreso a Buenos Aires, participó en la revolución del general Juan Lavalle contra el gobernador Manuel Dorrego, y combatió en la batalla de Navarro. Posteriormente se incorporó al ejército con que el general José María Paz invadió la provincia de Córdoba, y participó en las batallas de San Roque, La Tablada, Oncativo y La Ciudadela.
Durante un tiempo permaneció refugiado en Bolivia, pero hacia 1832 regresó a Buenos Aires. Se pronunció por la fracción moderada del partido federal, que respondía al gobernador Juan Ramón Balcarce, y su casa fue atacada por la Mazorca.
Huyó a Montevideo en 1835, y de allí pasó a su provincia natal, Corrientes. Combatió a órdenes del gobernador Genaro Berón de Astrada en la batalla de Pago Largo, y huyó nuevamente al Uruguay.
Hizo la campaña de Lavalle comenzada en 1839, y peleó en Yeruá, Sauce Grande, Don Cristóbal, Quebracho Herrado y Famaillá. Acompañó los restos de Lavalle a Bolivia, y de allí pasó a Chile.

## Muerte de Aquino y venganza de Urquiza
Al llegar las noticias del Pronunciamiento de Urquiza a Chile, a mediados de 1851, se embarcó rumbo a Montevideo junto con Domingo Faustino Sarmiento y Bartolomé Mitre. El general Justo José de Urquiza lo incorporó al Ejército Grande con el grado de coronel, y lo puso al mando de un batallón de caballería – en esa época estas unidades de caballerías se llamaban "divisiones". Éste estaba formado por soldados que habían prestado servicios en el sitio de Montevideo a órdenes del gobierno de Juan Manuel de Rosas. Habían sido incorporados a la fuerza al Ejército, lo que era normal en la época, para luchar contra el gobierno de Rosas, a quien reconocían como su líder natural.
Al frente de ese batallón comenzó la campaña hacia Buenos Aires, tratando además con suma crueldad a sus soldados. Cuando algunos de estos hombres reclutados a la fuerza para luchar contra quien querían defender intentaron desertar, fueron fusilados.
Una madrugada, los soldados de su división lo atacaron y lo asesinaron, junto con todos los oficiales de su cuerpo. Estaban acampados en un lugar llamado Espinillo, a mitad de camino entre Pergamino y San Nicolás de los Arroyos, a bastante distancia del grueso del Ejército, por lo que pudieron ejecutar su rebelión sin problemas, y enseguida huyeron sin ser vistos ni oídos. Sólo unas horas más tarde, su campamento vacío y sus cadáveres fueron descubiertos por otros oficiales. Uno de los soldados había cometido el error de dejar vivo a un oficial, que contó que no habían sido atacados por los enemigos, sino por sus propios soldados.
Los soldados federales llegaron al campamento de Rosas en Santos Lugares y se negaron a desmontar de sus caballos hasta ser recibidos por el mismo general Rosas. Más tarde pelearon en la batalla de Caseros como soldados de Rosas.
Después de Caseros, Urquiza ordenó fusilar a los soldados de la división Aquino. Muchos cientos de prisioneros fueron ejecutados por ello, por orden de Urquiza, que así castigaba la "traición” de soldados unidos a la fuerza para luchar contra su provincia y su gobierno. Se dijo que fueron muertos muchos más soldados de los que formaban el batallón de Aquino.